# An-Lushan-Rebellion

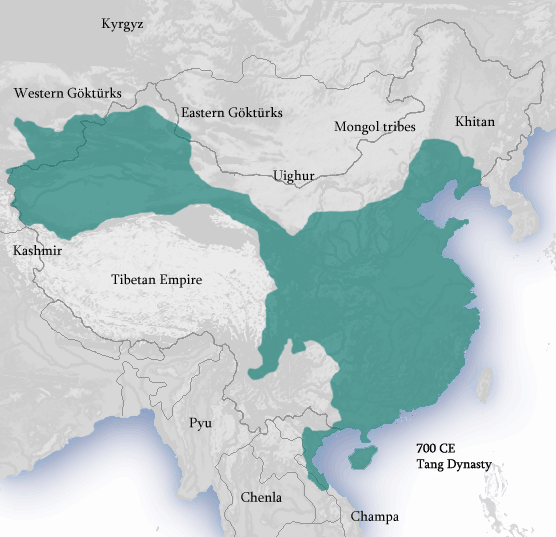
Tang-Dynastie um 700

Die nach ihrem Anführer benannte An-Lushan-Rebellion (chin. 安史之亂, Ān Shǐ Zhīluàn), gegen die Tang-Dynastie erschütterte im 8. Jahrhundert n. Chr. einen Großteil Chinas. Sie wurde am 16. Dezember 755 vom Militärgouverneur An Lushan (703–757) ausgelöst und endete am 17. Februar 763 mit einem Pyrrhussieg der kaiserlichen Truppen, der den Niedergang des Tang-Reiches einleitete.

## An Lushan
An Lushan war ein hochrangiger General und Oberkommandeur von Fan-yang (im Gebiet des heutigen  Peking). Väterlicherseits war er sogdischer und mütterlicherseits turkvölkischer Abstammung. Sein Vater An Yanyan war Offizier in türkischen Diensten, seine Mutter gehörte zum Clan der Aschina. Besonders Militärangehörige von fremdländischer Abstammung wie Sogdier (chinesisch hu), die in China eine Minderheit bildeten, wurden von Kanzler Li Linfu gefördert, der damit ein Gegengewicht zur großen Gruppe von unzuverlässigen und korrupten Beamten chinesischer Herkunft schaffen wollte.
Nach der Verantwortung über insgesamt drei Kommandanturen, die Ernennung zum Zensorat, kaiserlichen Berater, Statthalter der nördlichen Provinzen und Adoption durch die kaiserliche Lieblingskonkubine Yang Guifei zettelte er 755 einen Aufstand gegen den Kaiser an. Aufgrund der in diesem Jahr herrschenden Hungersnot in Zentralchina sammelten sich zahlreiche Anhänger um An Lushan, was ihm ermöglichte, einen eigenen innerchinesischen Staat namens Yan auszurufen.

## Kriegsparteien
Als Kriegsparteien standen sich die Tang-Dynastie und der von An Lushan gegründete innerchinesische Staat Yan mit folgenden militärischen Führern gegenüber: Tang Xuanzong, Tang Suzong, Tang Daizong, Feng Changqing, Gao Xianzhi, Geshu Han, Guo Ziyi, Li Guangbi, Zhang Xun (alle Tang), An Lushan, An Qingxu, Shi Siming, Shi Chaoyi (alle Yan). Zeitweilig kämpften, verteilt auf mehrere Kriegsschauplätze im ganzen Reichsgebiet, 600.000–700.000 Soldaten auf Seiten des Kaisers gegen 200.000–300.000 Soldaten von Yan.

## Verlauf des Krieges
Im Sommer 756 wurde aus An Lushans Angriff eine großflächige Offensive. Dabei besetzte An Lushan die kaiserliche Stadt Chang’an. Der Kaiser floh und ließ auf Druck der Bevölkerung seine Minister hinrichten, die man für den Krieg verantwortlich machte.
Ende 756 musste der Kaiser abdanken. Sein Sohn übernahm die Regierung und schloss ein Bündnis mit den Uiguren, die ihm zur Hilfe kamen. Unter hohen Verlusten konnte er im Oktober 757 Chang’an zurückerobern und weitere Angriffe zunächst abwehren. Im Februar 757 fiel An Lushan einem Attentat zum Opfer, das sein eigener Sohn angeordnet hatte. Im Sommer 760 eroberten die Regierungstruppen Luoyang, die Hauptstadt der Rebellen. Doch der Krieg wurde von An Lushans General Shi Siming fortgeführt; daher auch der Name An-Shi-Rebellion als alternative Bezeichnung zu An-Lushan-Rebellion. Erst Anfang 763 waren die letzten Aufständischen besiegt.

## Folgen des Krieges
Aus dem Umstand, dass die Volkszählung im Jahre 754 eine Einwohnerzahl von fast 53 Millionen ergeben hatte, die Volkszählung von 764 hingegen nur noch etwa 17 Millionen, folgerten ältere Darstellungen der An-Lushan-Rebellion, dass dabei 36 Millionen Chinesen umgekommen seien, rund zwei Drittel der Bevölkerung. Tatsächlich dokumentiert dieser drastische Einbruch vor allem den Zusammenbruch der Bürokratie infolge des Krieges – und damit auch der Möglichkeit, eine umfassende Volkszählung durchzuführen. Wie groß die Bevölkerungsverluste tatsächlich waren, lässt sich nicht ermitteln. Sicher ist, dass die An-Lushan-Rebellion weite Landesteile verheerte und die Tang-Dynastie auf Dauer schwächte. China büßte seinen politischen Einfluss auf die Nachbarvölker ein, Uiguren und Tibeter gewannen an Macht und Unabhängigkeit.